# Distrito de Kingiseppsky
O Distrito de Kingiseppsky  (Кингисеппский район)  é um distrito administrativo (raion), um dos 17 do Oblast de Leningrado, Rússia.Sua capital é a cidade de Kingiseppsky, o distrito foi criado em 1925, sua população é de  77.840 habitantes (2011), numa área de 2.990 km² (dens. 26 hab/km²)

## Referência externa
- (em inglês)(em russo) Stránky Kingiseppského rajónu